# Ashmeadiella sonora
Ashmeadiella sonora är en biart som beskrevs av Michener 1939. Ashmeadiella sonora ingår i släktet Ashmeadiella och familjen buksamlarbin. Inga underarter finns listade i Catalogue of Life.